# Halecium ralpha
Halecium ralpha är en nässeldjursart som beskrevs av Watson och Vervoort 200. Halecium ralpha ingår i släktet Halecium och familjen Haleciidae. Inga underarter finns listade i Catalogue of Life.